# NGC 359
NGC 359 é uma galáxia elíptica (E-S0) localizada na direcção da constelação de Cetus. Possui uma declinação de -00° 45' 52" e uma ascensão recta de 1 horas, 04 minutos e 16,9 segundos.
A galáxia NGC 359 foi descoberta em 2 de Setembro de 1864 por Albert Marth.